# Louise Field
Louise Field (née le 25 février 1967) est une joueuse de tennis australienne, professionnelle du milieu des années 1980 à 1995.
En 1989, alors 117e mondiale, elle a joué le 3e tour à Wimbledon (battue par Laura Golarsa), après avoir successivement éliminé Linda Ferrando (54e) et surtout Zina Garrison (5e). Il s'agit de sa meilleure performance en simple dans une épreuve du Grand Chelem.
Pendant sa carrière, Louise Field a remporté deux titres WTA en double.

## Palmarès

### Titre en simple dames
Aucun

### Finale en simple dames
| No | Date       | Nom et lieu du tournoi      | Catégorie | Dotation | Surface      | Vainqueure | Score    |          |
| -- | ---------- | --------------------------- | --------- | -------- | ------------ | ---------- | -------- | -------- |
| 1  | 09-12-1985 | Nutri-Metics Open, Auckland |           | 50 000 $ | Gazon (ext.) | Anne Hobbs | 6-3, 6-1 | Parcours |

### Titres en double dames
| No | Date       | Nom et lieu du tournoi                  | Catégorie | Dotation  | Surface         | Partenaire         | Finalistes                     | Score         |          |
| -- | ---------- | --------------------------------------- | --------- | --------- | --------------- | ------------------ | ------------------------------ | ------------- | -------- |
| 1  | 21-05-1990 | Geneva European Open Genève             | Tier IV   | 150 000 $ | Terre (ext.)    | Dinky Van Rensburg | Elise Burgin Betsy Nagelsen    | 5-7, 7-6, 7-5 | Parcours |
| 2  | 24-09-1990 | Open Whirlpool-Ville de Bayonne Bayonne | Tier V    | 100 000 $ | Moquette (int.) | Catherine Tanvier  | Jo-Anne Faull Rachel McQuillan | 7-6, 6-7, 7-6 | Parcours |

### Finale en double dames
| No | Date       | Nom et lieu du tournoi | Catégorie | Dotation | Surface      | Vainqueures                      | Partenaire        | Score    |          |
| -- | ---------- | ---------------------- | --------- | -------- | ------------ | -------------------------------- | ----------------- | -------- | -------- |
| 1  | 19-09-1988 | Clarins Open Paris     | Tier V    | 50 000 $ | Terre (ext.) | Alexia Dechaume Emmanuelle Derly | Nathalie Herreman | 6-0, 6-2 | Parcours |

## Parcours en Grand Chelem

### En simple dames
| Année | Open d'Australie (janvier) | Open d'Australie (janvier) | Internationaux de France | Internationaux de France | Wimbledon       | Wimbledon            | US Open         | US Open       | Open d'Australie (décembre) | Open d'Australie (décembre) |
| ----- | -------------------------- | -------------------------- | ------------------------ | ------------------------ | --------------- | -------------------- | --------------- | ------------- | --------------------------- | --------------------------- |
| 1984  | n/a                        | n/a                        | -                        | -                        | -               | -                    | -               | -             | 1er tour (1/32)             | Andrea Temesvári            |
| 1985  | n/a                        | n/a                        | -                        | -                        | -               | -                    | -               | -             | 1er tour (1/32)             | Lisa Bonder                 |
| 1986  | n/a                        | n/a                        | 2e tour (1/32)           | Jenny Byrne              | -               | -                    | -               | -             | n/a                         | n/a                         |
| 1987  | 2e tour (1/32)             | Elna Reinach               | 1er tour (1/64)          | Nathalie Herreman        | 2e tour (1/32)  | Claudia Kohde-Kilsch | 1er tour (1/64) | Patty Fendick | n/a                         | n/a                         |
| 1988  | 2e tour (1/32)             | Helena Suková              | 2e tour (1/32)           | Natasha Zvereva          | 2e tour (1/32)  | Iwona Kuczyńska      | -               | -             | n/a                         | n/a                         |
| 1989  | 2e tour (1/32)             | Elise Burgin               | 1er tour (1/64)          | Laura Lapi               | 3e tour (1/16)  | Laura Golarsa        | 1er tour (1/64) | Sylvia Hanika | n/a                         | n/a                         |
| 1990  | 1er tour (1/64)            | Kirrily Sharpe             | 1er tour (1/64)          | Stacey Martin            | 1er tour (1/64) | Nathalie Tauziat     | -               | -             | n/a                         | n/a                         |
| 1991  | 1er tour (1/64)            | Eva Pfaff                  | -                        | -                        | -               | -                    | -               | -             | n/a                         | n/a                         |
| 1992  | 2e tour (1/32)             | Yayuk Basuki               | -                        | -                        | 1er tour (1/64) | Andrea Strnadová     | -               | -             | n/a                         | n/a                         |
| 1993  | 1er tour (1/64)            | Karina Habšudová           | -                        | -                        | 2e tour (1/32)  | Miriam Oremans       | -               | -             | n/a                         | n/a                         |
| 1994  | -                          | -                          | -                        | -                        | 2e tour (1/32)  | Amanda Coetzer       | -               | -             | n/a                         | n/a                         |

À droite du résultat, l’ultime adversaire.

### En double dames
| Année | Open d'Australie (janvier)      | Open d'Australie (janvier) | Internationaux de France      | Internationaux de France    | Wimbledon                     | Wimbledon                   | US Open                       | US Open                    | Open d'Australie (décembre)   | Open d'Australie (décembre) |
| ----- | ------------------------------- | -------------------------- | ----------------------------- | --------------------------- | ----------------------------- | --------------------------- | ----------------------------- | -------------------------- | ----------------------------- | --------------------------- |
| 1985  | n/a                             | n/a                        | -                             | -                           | -                             | -                           | -                             | -                          | 1er tour (1/16) Michelle Turk | Navrátilová Pam Shriver     |
| 1986  | n/a                             | n/a                        | 1er tour (1/32) E. Minter     | B. Nagelsen C. Reynolds     | -                             | -                           | -                             | -                          | n/a                           | n/a                         |
| 1987  | 2e tour (1/8) B. Cordwell       | Jo Durie Anne Hobbs        | 1er tour (1/32) E. Minter     | Sophie Amiach N. Herreman   | 3e tour (1/8) E. Minter       | Lori McNeil Robin White     | 1er tour (1/32) E. Minter     | Steffi Graf G. Sabatini    | n/a                           | n/a                         |
| 1988  | 1er tour (1/32) A. M. Fernández | Steffi Graf E. Smylie      | 2e tour (1/16) Laura Garrone  | Katrina Adams Zina Garrison | 1er tour (1/32) Eva Krapl     | Beth Herr K. Maleeva        | 3e tour (1/8) Julie Salmon    | Navrátilová Pam Shriver    | n/a                           | n/a                         |
| 1989  | 1er tour (1/32) M. Jaggard      | Patty Fendick Hetherington | 1er tour (1/32) Krajčovičová  | K. Maleeva M. Maleeva       | 2e tour (1/16) H. Witvoet     | B. Schultz A. Temesvári     | 3e tour (1/8) Linda Barnard   | Nicole Provis Elna Reinach | n/a                           | n/a                         |
| 1990  | 2e tour (1/16) Lise Gregory     | Katrina Adams Lori McNeil  | 1er tour (1/32) Linda Barnard | Sofie Albinus N. van Lottum | 3e tour (1/8) Linda Barnard   | Patty Fendick Zina Garrison | -                             | -                          | n/a                           | n/a                         |
| 1991  | 1er tour (1/32) Jo Durie        | Henricksson C. MacGregor   | 1er tour (1/32) M. Strandlund | R. Fairbank Elna Reinach    | 1er tour (1/32) M. Strandlund | Katrina Adams M. Bollegraf  | 1er tour (1/32) M. Strandlund | Helen Kelesi Caroline Vis  | n/a                           | n/a                         |
| 1992  | 1er tour (1/32) Anne Minter     | Nicole Arendt Helen Kelesi | 2e tour (1/16) K. Sharpe      | Hetherington Kathy Rinaldi  | 2e tour (1/16) Lise Gregory   | Sandy Collins Elna Reinach  | 1er tour (1/32) Lise Gregory  | Jana Novotná L. Neiland    | n/a                           | n/a                         |
| 1993  | 1er tour (1/32) A. Coetzer      | L. Neiland Jana Novotná    | 1er tour (1/32) Nanne Dahlman | E. Maniokova Leila Meskhi   | 1er tour (1/32) Nanne Dahlman | Lori McNeil Rennae Stubbs   | 3e tour (1/8) K. Kschwendt    | Sandy Collins M. de Swardt | n/a                           | n/a                         |
| 1994  | 1er tour (1/32) Henricksson     | J. Emmons Tessa Price      | -                             | -                           | 1er tour (1/32) Jo Durie      | M. Jaggard M. Werdel        | -                             | -                          | n/a                           | n/a                         |

Sous le résultat, la partenaire ; à droite, l’ultime équipe adverse.

### En double mixte
| Année | Open d'Australie             | Open d'Australie         | Internationaux de France      | Internationaux de France   | Wimbledon                    | Wimbledon                   | US Open                    | US Open                     |
| ----- | ---------------------------- | ------------------------ | ----------------------------- | -------------------------- | ---------------------------- | --------------------------- | -------------------------- | --------------------------- |
| 1986  | n/a                          | n/a                      | 1er tour (1/32) Laurie Warder | C. Suire Thierry Pham      | 2e tour (1/16) M. Tideman    | E. Smylie J. Fitzgerald     | -                          | -                           |
| 1987  | -                            | -                        | 3e tour (1/8) Desmond Tyson   | Tine Scheuer M. Mortensen  | 2e tour (1/16) Desmond Tyson | N. Jagerman B. Buffington   | 2e tour (1/8) M. Woodforde | Patty Fendick Andy Kohlberg |
| 1988  | 1/4 de finale Brad Drewett   | Jana Novotná Jim Pugh    | 1er tour (1/32) Stoltenberg   | S. Rehe Davis Lewis        | 2e tour (1/16) M. Tideman    | Nicole Provis Darren Cahill | -                          | -                           |
| 1989  | 1er tour (1/16) Brad Drewett | M. Bollegraf Tom Nijssen | 2e tour (1/16) Laurie Warder  | P. Tarabini Gustavo Luza   | 1er tour (1/32) Layendecker  | Tine Scheuer M. Mortensen   | -                          | -                           |
| 1990  | -                            | -                        | 1/2 finale Simon Youl         | Nicole Provis Danie Visser | 2e tour (1/16) Stefan Kruger | Elna Reinach P. Aldrich     | -                          | -                           |
| 1991  | -                            | -                        | 1er tour (1/32) Neil Borwick  | M. Strandlund Rikard Bergh | 1er tour (1/32) Simon Youl   | Pam Shriver M. Kratzmann    | -                          | -                           |
| 1992  | -                            | -                        | 1er tour (1/32) Menno Oosting | P. Langrová Libor Pimek    | 1er tour (1/32) Simon Youl   | C. MacGregor B. Dyke        | -                          | -                           |

Sous le résultat, le partenaire ; à droite, l’ultime équipe adverse.

## Classements WTA en fin de saison

### En simple
| Année | 1984 | 1985 | 1986 | 1987 | 1988 | 1989 | 1990 | 1991 | 1992 | 1993 | 1994 |
| Rang  | 248  | 106  | 157  | 113  | 183  | 100  | 127  | 195  | 161  | 173  | 201  |

Source : (en) « Classements de Louise Field », sur le site officiel du WTA Tour

### En double
| Année | 1986 | 1987 | 1988 | 1989 | 1990 | 1991 | 1992 | 1993 | 1994 |
| Rang  | 96   | 104  | 83   | 110  | 48   | 92   | 92   | 139  | 260  |

Source : (en) « Classements de Louise Field », sur le site officiel du WTA Tour